# Драган Вукша
Драган Вукша (23. јануар 1953, Елемир, Зрењанин) је југословенски и српски фудбалер и тренер.
Почео је да тренира у ФК БСК Бања Лука и већ са 16 година заиграо је за први тим у првенству Друге савезне лиге Југославије. По завршетку играчке каријере радио је као тренер. У ФК "БСК" водио је јуниорску екипу (1985-1990), а затим (до 2004, са краћим прекидима) и први тим. Био је тренер ФК Борац Бања Лука и ФК Крајина Бања Лука, затим ФК Козара Градишка, ФК Слобода Мркоњић Град, и шеф стручног штаба ФК Слоге из Српца. Са екипом Борца је 2001. освојио титулу првака Републике Српске. 